# زافورونيجسكوي (مقاطعة تامبوف)
زافورونيزهسكويي (بالروسية: Заворонежское) هي مدينة في مقاطعة تامبوف في روسيا.
يبلغ عدد سكانها حوالي 5472 نسمة.